# Кальварийский уезд
Кальварийский уезд — административная единица в составе Августовского воеводства, Августовской губернии и Сувалкской губернии Российской империи. Центр — город Кальвария.

## История
Кальварийский уезд был образован в 1795 году в составе Пруссии. В 1807 году отошёл к Варшавскому герцогству, а в 1816 — к Августовскому воеводству Российской Империи. В 1837 был отнесён к Августовской губернии, а 1867 — к Сувалкской губернии.
В 1919 году Кальварийский уезд отошёл к Литве.

## Население
По данным переписи 1897 года в уезде проживало 70,4 тыс. чел. В том числе литовцы — 72,6 %; поляки — 10,1 %; евреи — 9,3 %; русские — 3,7 %; немцы — 3,6 %. В уездном городе Кальвария проживало 9378 чел.

## Административное деление
В 1913 году в уезде было 15 гмин: Балькуны (центр — усадьба Лысая Гора), Кальвария (центр — усадьба Пяскино), Кирсна, Кракополь, Красна, Любово (центр — с. Любово), Людвиново, Наднеман (центр — д. Дубяны), Олита (центр — пос. Олита), Подавине, Раудань (центр — д. Немонайце), Симно, Удрия, Урдомин, Яново (центр — д. Яновка).